# Oruza sordida
Oruza sordida är en fjärilsart som beskrevs av Alfred Ernest Wileman och Reginald James West 1929.
Oruza sordida ingår i släktet Oruza och familjen nattflyn. Inga underarter finns listade i Catalogue of Life.